# Johann Leonhard Weidner
Johann Leonhard Weidner (* 11. November 1588 in Ottersheim; † 5. Februar 1655) war ein deutscher Humanist.

## Leben
Der Sohn des Pfarrers Leonhard Weidner besuchte ab 1600 das Gymnasium in Heidelberg und hörte anschließend an der dortigen Universität Philologie bei Janus Gruter. Zu seinen Studienfreunden zählten Friedrich Lingelsheim († 1616; der Sohn von Georg Michael Lingelsheim) und Julius Wilhelm Zincgref.
Ohne die Doktorwürde erlangt zu haben, übernahm er 1612 die vierte Lehrerstelle am Pädagogium in Worms-Neuhausen, wurde 1615 Rektor der lateinischen Schule in Elberfeld, 1619 Rektor der reformierten Lateinschule in Montjoie, 1622 Konrektor in Düsseldorf, 1623 Rektor des Gymnasiums in Duisburg, 1636 Konrektor der Gelehrtenschule in Nijmegen, 1648 Rektor der Lateinschule in Maastricht, um schließlich 1650 Rektor des neu organisierten Gymnasiums in Heidelberg zu werden.
In Monschau hatte er Sibylla († 1624), die Tochter des Cleveschen Landmessers Heinrich von Sehnen geheiratet. 1625 heiratete er die Cousine seines Studienfreundes Julius Wilhelm Zincgref, Anna Maria Zinkgräf. Mit ihr hatte er die Söhne Johann Wilhelm, Albert Friedrich und Philipp Wilhelm. Sechs Kinder überlebten ihn.
Er gab antijesuitische Schriften und die mehrbändige Zitatensammlung Teutscher Nation Apophthegmata heraus, die noch lange über seinen Tod hinaus wiederaufgelegt wurden.

## Werke
- Elixir Jesuiticum, s. l., [ca. 1640] online
- Hispanicae Dominationis Arcana, Leiden 1653 online
- Deutsche Apophthegmata, Amsterdam 1653 online
- Triga Amico-Poetica, o. O. 1619 online